# Boeci (cònsol 522)
Flavi Boeci (fl. 522–526) va ser un polític romà actiu durant el regne ostrogot a Itàlia.

## Biografia
Fill del filòsof Anici Manli Severí Boeci i de Rusticiana (les seves ties eren Gal·la i Proba), Boeci era germà de Símmac, amb qui va compartir el consolat, escollit per la cort ostrogoda.
El seu pare va caure en desgràcia amb el governant ostrogot i li van confiscar les seves propietats. A la mort del rei Teodoric el Gran (526), aquestes propietats van ser retornades a Boeci i Símmac. Es documenta que Boeci va exercir com a prefecte del pretori d'Àfrica del 560 al 561.
John RC Martyn suggereix que Boeci va tenir tres fills:
- Boeci, conegut per ser primat de Bizacena al nord d'Àfrica.
- Símmac, un patrici, que encara era viu el febrer del 601.
- Rusticana, corresponsal del papa Gregori el Gran i patrona de l'església catòlica a Roma; la seva filla Eusebia es va casar amb un membre de la gens Apió, molt poderosa a Egipte. El fill d'Eusebia va ser Estrategi Apió.